# インターネット百科事典

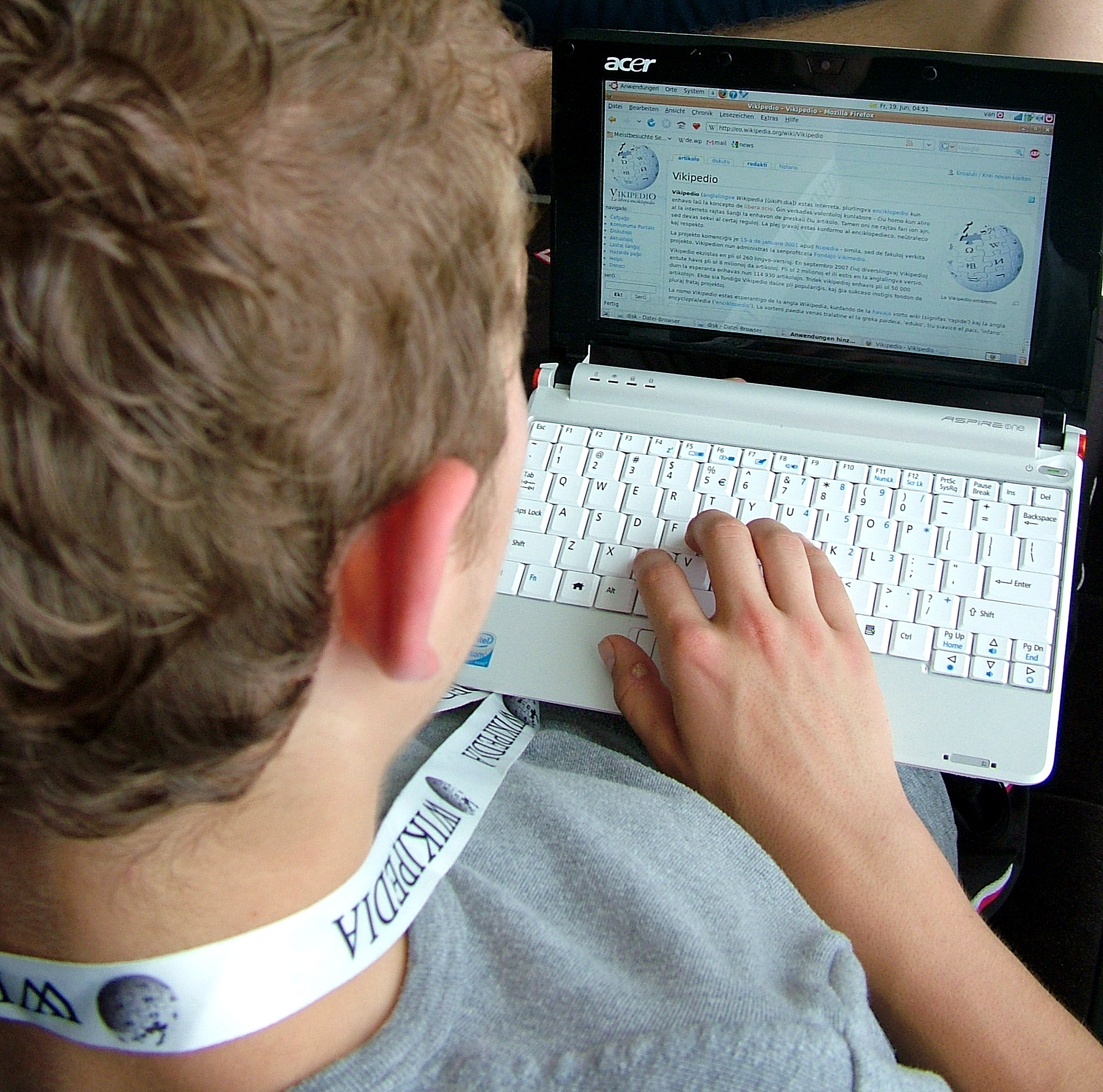
インターネット百科事典。コンピューターを使ってインターネット経由で閲覧する。

インターネット百科事典（インターネットひゃっかじてん、英: Internet encyclopedia）は、インターネットでアクセスできるデジタル百科事典である。オンライン百科事典（オンラインひゃっかじてん、英: online encyclopedia）とも呼ばれる。インターネット百科事典として最も規模の大きいものとしてウィキペディア、また専門家が主導しているオープンアクセスのプロジェクトで歴史が古いものとしてスタンフォード哲学百科事典などがある。

## 歴史
1980年代から1990年代にかけてのインターネットの利用の拡がりと共に、多種多様な辞書・事典サイトがインターネットに現れた。それらを一概に分類することはできないが、ここでは便宜上、以下のような形で解説する。

### 個人による辞書・事典サイトの作成
インターネット黎明期より、個人が中心となってまとめた各種の用語を解説したページが現れはじめた。こうしたものの内、非常に古い例として、1975年にスタンフォード大学のRaphael Finkelが作成したハッカー達の俗語をまとめたジャーゴン・ファイルがある。また一定の規模や知名度を持ったものとしては、1985年にスタートしたコンピューター用語について簡単に解説した Denis Howe による FOLDOC、1995年にスタートした Eric W. Weisstein による「エリックの数学の宝庫」などがある。「エリックの数学の宝庫」は、作者がウルフラム・リサーチに入社した後に MathWorld と名前を変え、その後は企業サイトの一部として運営されている。
2000年代に入ってからは、事典系サイトの構築を助ける MediaWiki のような様々な無料のウィキソフトウェアが多数あらわれる。また、レンタルウィキのような無料でウィキサイトをレンタルできるサービスが多数登場する。これにより誰でも事典的なサイトを簡易に作成できるようになり、個人的なまとめサイトのようなものから、小人数で作成する辞書・事典的なサイト、またはある程度の人数で運営するプロジェクトまで、様々なタイプのサイトが多く作成されるようになった。

### 書籍百科事典のインターネット公開
インターネットの利用の拡がりと共に、書籍の形態で発行されている既存の百科事典を、インターネット経由で閲覧できるようにするデジタル化サービスも始まった。

#### 購読型サイト
ブリタニカは、1981年にCD-ROMによる電子出版に対応。その後、1994年に既存の百科事典としては最初にインターネットによるオンライン検索サービスを開始。ただし全情報を閲覧できるのは有料会員に限定されている。
マイクロソフトは本格的にマルチメディア対応した電子百科事典として1993年に発売開始したエンカルタを、無料で閲覧できる項目を一部に限定し全情報の閲覧を有料としたものをMSNオンラインサービスの一つとして提供することも開始した。しかし同社は2009年3月31日に電子メディア版の販売中止とともに同サービスも2009年末ですべて打ち切ることを表明した。

#### 無償公開
著作権が切れていない書籍百科事典の内容を無償で公開しているものがある。たとえばイラン百科事典（1996年 - ）、斗山世界大百科事典（2000年 - ）、コロンビア百科事典（2004年 - ）、日本大百科全書（サービス名Yahoo!百科事典、2008年 - 2013年）などがある。

#### 著作権切れ百科事典
また著作権切れの百科事典のネット上での公開も行われている。ボランティアにより運営されているプロジェクト・グーテンベルクは、1995年、著作権切れでパブリックドメインになっていたブリタニカ百科事典第11版（1911年発行）のデジタル化に取り掛かった。商標権の問題からブリタニカの名は使えず、コンテンツ名を「グーテンベルク百科事典」 (Gutenberg Encyclopedia) としたが、第1巻のみの電子化で中断した。後の2002年に、別の LoveToKnow 1911 プロジェクトにより、文だけであるが全29巻が「1911 Encyclopedia Britannica」として公開された。他、著作権切れ百科事典としてデジタル化されてネット上で公開されたものとしてカトリック百科事典などがある。
著作権切れ百科事典については、2004年ごろから Google が図書館の書籍をスキャンしてデジタル化するプロジェクト（Google ブックス）を始めたことで、いくつもの百科事典がネット上で無料で閲覧可能かつ PDF としてダウンロード可能となりつつある。

### ウェブベースの百科事典作成プロジェクト
書籍としての発行を前提としない、インターネット上での利用を念頭に置いた百科事典作成プロジェクトが、1990年代ごろから現れ始めた。
1991年、Usenet のニュースグループ alt.fan.douglas-adams は、銀河ヒッチハイク・ガイドの実物を作る計画をはじめた。これは小説の中に出てくる何でも書いてある百科事典をネット上に作ろう、という一種のユーモアサイトであった。この試みは、プロジェクト銀河ガイド (Project Galactic Guide：PGG) と呼ばれるようになった。
1995年、スタンフォード大学の哲学者ジョン・ペリーとエドワード・ザルタは、ウェブベースでダイナミックに更新されていく、古くならない哲学専門の百科事典としてスタンフォード哲学百科事典 (Stanford Encyclopedia of Philosophy, SEP) の作成に取りかかった。SEP の執筆者は世界中の大学に所属する学者たちであり、質的な面で書籍の百科事典と比べても遜色のないものとなっている。しかし2011年現在も無料での公開（オープンアクセス）を維持しており、この事から、SEP はオンライン百科事典の一つのモデルケースとしてしばしば言及される。
2000年、Bomis.com というサイトを運営していた事業家ジミー・ウェールズが、博士号取得者のみが執筆し、7段階の査読プロセスを要する百科事典サイト Nupedia を開始する。しかし人が集まらず半年で更新停止、事実上閉鎖する。翌2001年、ジミー・ウェールズは、誰でも執筆に参加できるウィキ形式の非営利の百科事典作成プロジェクト、ウィキペディアを開始する。サイト設立翌年の2002年には、ウィキサイトを構築するためのウィキソフトウェア MediaWiki をオープンソースで無償で公開。MediaWiki は以降、各種の百科事典サイトの構築に利用されるようになる。ウィキペディアは設立以降大きな成長を続け、2006年にはアレクサ・インターネットのデイリーランキングで初めて上位10位にランクインした。これにはGoogle検索がウィキペディアを検索結果の上位に表示する傾向と、そこからの大きいアクセス流入も寄与した。このウィキペディアへのアクセス数の増加はオンライン百科事典という形式と、ウィキという共同編集方法を、広い範囲の人々に知らせるひとつの切っ掛けとなった。
ウィキペディアは有名になるにつれ、その内容の信頼性やコミュニティの混乱などが各所でしばしば話題となる。以降立ち上げられていくプロジェクトは、ある程度ウィキペディアの仕組みを意識する形で行われていった。2006年、アメリカの非営利団体デジタル・ユニバースが、信頼性の高い情報の提供を目指して専門家が執筆を行う地学・惑星科学関連の百科事典 Encyclopedia of Earth を開始。2006年、ウィキペディアの共同設立者ラリー・サンガーが、ウィキペディアと違い実名登録を要求するウィキサイト Citizendium を開始。実名登録などの仕組みの導入で、情報の質・信頼性の向上を図る。2006年、ロシア出身の数学者ユージン・イジケヴィッチが、専門家のみが執筆する神経科学系の百科事典 Scholarpediaを開始。業績ある専門家のみが執筆することで、ウィキペディアと違い学術的にも利用可能な百科事典とすることが目的とされる。2008年、マッカーサー基金とスローン財団、全生物種の情報集録を目指す専門家が主導する Encyclopedia of Life プロジェクトを開始。科学者コミュニティが研究上のツールとしても使えるだけの情報の量と質を確保することが目的とされる。

### 時系列
以下、主な出来事を列挙する。
- 1975年 Raphael Finkelがハッカー達の俗語をまとめた「ジャーゴン・ファイル」の初版を作成
- 1985年 Denis Howeがコンピューター関連の用語集「FOLDOC」を公開開始
- 1991年 Usenetのニュースグループが「銀河ヒッチハイク・ガイド」の作成を開始（一種のユーモアサイト）
- 1994年 ブリタニカがインターネットによる『ブリタニカ百科事典』のオンライン検索サービスを開始[3]
- 1995年
  - プロジェクト・グーテンベルクが1911年発行の著作権切れの『ブリタニカ百科事典』第11版のデジタル化に着手
  - Eric W. Weissteinが「エリックの数学の宝庫」を公開開始（後に「MathWorld」と改名）
  - ジョン・ペリーとエドワード・ザルタ、専門家が執筆する無料で読める哲学百科事典「スタンフォード哲学百科事典」を開始
- 2000年 ジミー・ウェールズ、博士号取得者のみが執筆し、7段階の査読プロセスを要する百科事典サイト「Nupedia」を開始（人が集まらず半年で閉鎖）
- 2001年 ジミー・ウェールズ、誰でも執筆に参加できるウィキ形式の非営利の百科事典作成プロジェクト「ウィキペディア」を開始
- 2002年 ジミー・ウェールズ、ウィキペディアを動かすためのウィキソフトウェア「MediaWiki」の初版をオープンソースで無償公開
- 2004年 Googleが図書館の書籍をスキャンし、ウェブ上で中身を検索可能とする「Google ブックス」の本格運用を開始（当時の名称は「Google Print」）[17][18]
- 2005年
  - ジョナサン・ホアン他、ウィキペディアのパロディサイト「アンサイクロペディア」を開始。サイト構築に MediaWiki を使用
  - イスラエルのインターネット企業が、複数の辞書・百科事典の横断検索サービス「Answers.com」を開始
  - 日本のインターネット企業が、複数の辞書・事典サイトの横断検索サービス「Weblio」を開始
- 2006年
  - 世界で最もアクセス数の多いサイト（Alexaデイリーランキング）の第10位に「ウィキペディア」がランクイン[7]
  - アメリカの非営利団体デジタル・ユニバースが専門家が執筆を行う地学・惑星科学関連の百科事典「Encyclopedia of Earth」を開始[10]。サイト構築に MediaWiki の派生バージョンを使用
  - ユージン・イジケヴィッチが、ノーベル賞受賞者などの専門家が執筆する無料で閲覧できる神経科学系の百科事典「Scholarpedia」を開始[13]。サイト構築に MediaWiki を使用
  - ウィキペディアの共同設立者ラリー・サンガーが、実名登録型ウィキサイト「Citizendium」を開始[11][12]。サイト構築に MediaWiki を使用
- 2008年
  - マッカーサー基金とスローン財団、全生物種の情報集録を目指す「Encyclopedia of Life」を開始[14]
  - Google 執筆者個々人が各ページの編集を行うナレッジ・ベースサイト「Knol」を開始[19]
  - 未来検索ブラジルが、ニコニコ動画に併設される参加型百科事典「ニコニコ大百科」を開始[20][21]。対象分野などの細かい規定は無く 基本的な理念は「楽しくて迷惑をかけないならOK」[22][23][24]
  - 小学館が、『日本大百科全書』のコンテンツを収録した「Yahoo!百科事典」がサービス開始[5]
- 2009年
  - 朝日新聞社らが、複数の辞書・事典を表示する事典サイト「コトバンク」を開始[25]
  - ウルフラム・リサーチ社が、データベースと計算に基づき情報を返す質問応答システム「Wolfram Alpha」を公開[26][27][28]
  - 世界で最もアクセス数の多いサイト（Alexaデイリーランキング）の第6位に「ウィキペディア」がランクイン[7]
- 2013年 「Yahoo!百科事典」がサービス終了[6]

## 特徴
インターネット百科事典には、旧来の書籍型の百科事典と比べていくつかの違いがある。例えば、挙げられる利点として次のようものがある。
まずデジタルであることの利点として、テキスト検索が行える事、保存に必要な物理的スペースが書籍に比べて小さいこと、技術の進歩に合わせて動画やプログラムなど新しい情報の提示方法を取り込んでいける事、などがある。またインターネットを使用していることから来る利点として、改訂スピードの早さ、製作コストの低さ、ネット環境さえあればどこからでもアクセスできる利便性、ページ数という制約からの解放、ウェブ上の他の情報リソースに直接リンクできること、などがある。
問題点としては、上記の利点の裏返しであるが、次のような点がある。完成した項目から公開されていくため、事典全体としては歯抜け、つまり未完成の状態となりやすいこと。ネットにアクセスできない環境で利用しにくいこと、パソコンの状態の不調などの技術的な理由で使えなくなる場合があること、購入した書籍の百科事典と違い運営元が破綻すると閲覧できなくなってしまうこと、過去版を保存していないサイトでは引用や参照がおかしくなる場合があること、などがある。またウィキペディアのような誰もが執筆できるプロジェクトではその情報の質・信頼性がしばしば問題となる。
- インターネット百科事典のデータはサーバーに保存される（上図）。そこからインターネットを通じて世界中に配信される。改訂はサーバ上のデータの書き換えのみで済み、製本・配本コスト等が不要となる。これはウィキペディアのデータが保存されたサーバーの例。
- インターネット百科事典には物理的なページ数の制約がない。これは英語版ウィキペディアの内容を紙に印刷した場合のスペースの試算例（2010年8月時点）。書籍として個人で所有するのが難しい程の情報量でもデジタル形式であれば提供できるという例。

## 種類
インターネット百科事典には、使用している言語から、取り扱っている主題、運営方法まで様々なものがある。以下、いくつかの基本的な属性を列挙する。

### オープンアクセス/購読
ウィキペディアやコロンビア百科事典、スカラーペディアなどは、インターネット経由で誰もが無料で閲覧できるスタイルを採用している。これはオープンアクセスモデルなどと言われる。
一方で、ブリタニカ・オンラインやラウトレッジ哲学百科事典などは、一定期間ごとに決められた金額を支払った者のみが全文を閲覧できる、購読型のモデルを採用している。
この場合、個人で料金を支払う方法を個人購読 (Personal Subscription)、大学図書館や研究所などが組織単位で料金を支払う契約方法を機関購読 (Institutional Subscription) と言う。機関購読で契約した場合、特定のIPアドレスからのアクセスに対して閲覧を許可する、といった方法が取られる。

### ライセンス
百科事典の内容を再利用できるかどうかで、サイトごとに様々な違いがある。各国の著作権法や条約で定められているすべての権利を主張する All rights reserved の状態で公開されているものと、クリエイティブ・コモンズ、GNU Free Documentation License (GFDL) といった再利用可能なライセンスの元で公開されているものがある。
例えばウィキペディアでは CC BY-SA というライセンスが採用されており、著作者表示など一定の要件を満たしさえすれば、サイトの内容を書籍の形で有償で販売することも自由に可能である。一定の条件の元で自由に再利用が可能であることはオープンコンテントとも言われる。

### 執筆者

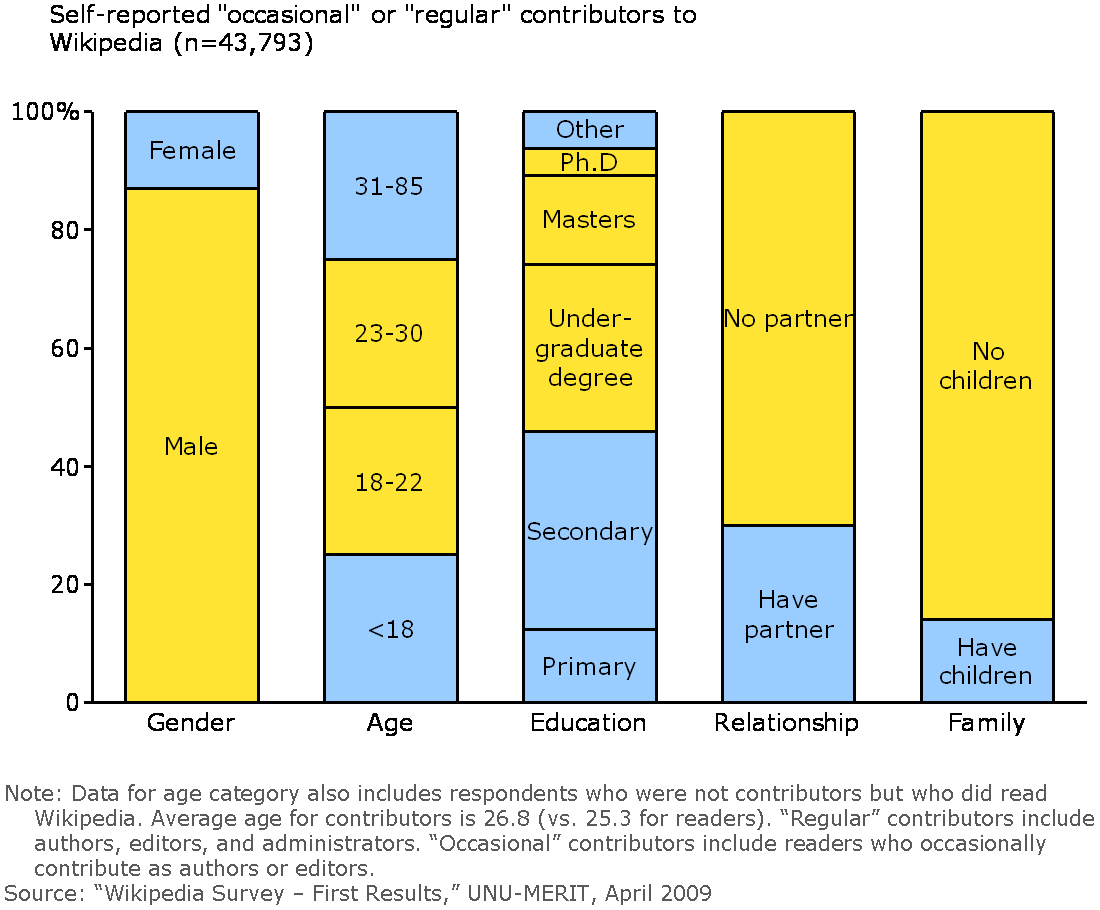
参加型百科事典の利用者分布の例。2009年にウィキペディアで13万人を対象に行われた調査では、投稿者の75%が30歳以下、そして投稿者の87%が男性であった

専門家が執筆する百科事典では、編集委員が各分野の専門家に依頼して各項目を執筆してもらうのが一般的である。珍しい例として、スカラーペディアには利用者の投票で執筆者を選定する選挙システムがある。
原稿を執筆した専門家に対して謝礼を支払うかどうかはサイトによって異なる。ブリタニカは執筆者に金銭を支払っているが、スカラーペディアやスタンフォード哲学百科事典は支払っていない。
ウィキペディア、雑学ペディアや Vikipedia などの百科事典サイトでは執筆者は自由参加となっており、無給でかつ参加が自発性に基づく事からボランティアと表現されることもある。こうしたサイトではコンテンツの利用者と作成者は近い位置にあるか、または重なっている。こうした作り手と受け手が重なった状態にあることは Web 2.0、またそうして生み出される媒体やコンテンツは Consumer Generated Media （CGM、消費者生成メディア）、User Generated Content （UGC、ユーザー生成コンテンツ）などと言われる。
匿名で参加できる自由参加型プロジェクトにおける投稿者像は、それほどはっきりしない。2009年にウィキペディアで13万人を対象に行われたアンケート調査では、投稿者の75%が30歳以下、そして投稿者の87%が男性であった。

### 資金源
運営資金の源はサイトにより様々である。購読型のモデルで運営されているサイトは購読料収入がある。広告の掲載されているサイトには広告料収入がある。また内容と関連する企業・団体がスポンサーとして付く場合もある。一定の公益性のあるサイトであれば、寄付や、各種財団・大学・政府機関などからのグラントが資金源となり得る。
資金内容の公開状況はサイトによってマチマチである。以下、期間やデータは統一されたものでないが、各プロジェクトで公表されている予算関連のデータをいくつか挙げる。
- ウィキペディア - 2010年度予算（1年間） 収入および支出 2040万ドル（主に寄付）[46]
- スタンフォード哲学百科事典 - サイト設立の1995年から10年間で計約200万ドルのグラントを取得。2007年から先3年間で、様々な図書館からの資金提供で300万ドル、個々人の寄付金で112万5000ドル、合計412万5000ドルを集める予定（2009年12月時点で75%達成済み）[40][47]
- Citizendium - 2011年2月度予算（1か月間） 収入48ドル（寄付）、支出 320ドル（サーバーホスティング）[48][49]
- Encyclopedia of Life - 2008年の設立から10年以内に地球上の動植物180万種 全てについての記事を完成させることを目指すプロジェクト[50]。全体で必要な予算は計1億1050万ドル程と見積もられている[51]。この内、2007年5月時点でマッカーサー基金が1000万ドル、スローン財団が250万ドル、計1250万ドルの補助金を提供する事をすでに決定している[52]
- ブリタニカ - 18世紀半ばに創刊した同百科事典は、1989年には書籍版の売り上げが年間6億5000万ドルあった。その後CD-ROM化とオンライン化の波の中でマイクロソフト社のエンカルタに押され経営危機に陥り、1996年にスイスの投資会社ジェイコブ・サフラ財団に売却された。オンライン版は1994年に有料サービスとしてスタート。1999年に全面無料化するも、2001年には再び有料に戻す。2009年には読者による編集を可能にするなど、経営方法の模索が続いている[15][53]

## 主なインターネット百科事典
原則として、無料で全情報を検索・閲覧可能であるものを列記する。
※ 開始順
| 名称                               | 開始                               | 運営者                                                        | 言語   | ソース                                                       |
| ---------------------------------- | ---------------------------------- | ------------------------------------------------------------- | ------ | ------------------------------------------------------------ |
| ATOMICA                            | 1996年10月2日 （インターネット版） | 日本原子力研究開発機構 (JAEA)                                 | 日本語 | 専門家に執筆を依頼                                           |
| ウィキペディア                     | 2001年1月15日                      | ウィキメディア財団                                            | 多言語 | 参加型（資格不要）                                           |
| EnCyber                            | 2003年                             | NHN株式会社 → NAVER                                           | 韓国語 | 斗山世界大百科事典                                           |
| コロンビア電子百科事典             | 2004年                             | コロンビア大学                                                | 英語   | コロンビア百科事典                                           |
| Answers.com                        | 2005年1月                          | Answers Corporation                                           | 英語   | 他のウェブサイト                                             |
| （終了）chakuwiki                  | 2005年3月9日                       | 谷口一刀                                                      | 日本語 | 参加型（資格不要）                                           |
| アンサイクロペディア               | 2005年12月2日                      | ジョナサン・ホアンと協力者ら                                  | 多言語 | 参加型（資格不要）                                           |
| Weblio                             | 2005年12月12日                     | GRASグループ株式会社                                          | 日本語 | 他のウェブサイト                                             |
| 百度百科                           | 2006年4月20日                      | 百度公司                                                      | 中国語 | 参加型                                                       |
| ユアペディア                       | 2007年4月4日                       | Beyond（吉本敏洋）とスタッフ                                  | 日本語 | 参加型（資格不要）                                           |
| ニコニコ大百科                     | 2008年5月12日                      | 株式会社ドワンゴ                                              | 日本語 | 参加型（ニコニコ動画プレミアム会員）                         |
| はてなキーワード→はてなブログ タグ | 2008年9月1日                       | 株式会社はてな                                                | 日本語 | 参加型（はてなダイアリー市民）（2018年10月中旬より編集休止） |
| （終了）Yahoo!百科事典（ベータ版） | 2008年11月26日                     | ヤフー株式会社                                                | 日本語 | 日本大百科全書（ニッポニカ）                                 |
| コトバンク                         | 2009年4月23日                      | 朝日新聞、講談社、小学館、朝日新聞出版、ECナビ → VOYAGE GROUP | 日本語 | マイペディア、知恵蔵、デジタル大辞泉など                     |
| ピクシブ百科事典                   | 2009年11月10日                     | ピクシブ株式会社                                              | 日本語 | 参加型（pixiv会員）                                          |
| ナムウィキ                         | 2015年11月22日                     | umanle S.R.L.                                                 | 韓国語 | 参加型                                                       |

### 未整理
- 中国大百科全書 - 中国語で専門家により編集された項目が無料でオンライン上に提供されている。
- ジャパンナレッジ - 有料で日本語の情報を提供しているオンライン百科事典。